# Shelter (группа)
Shelter — американская кришнаитская хардкор-панк straight edge группа, основанная Рэйем Каппо в 1991 году. В своих песнях группа пропагандирует воздержание и образ жизни, свободный от алкоголя, наркотиков и мясоедения. Тексты песен группы вдохновлены гаудия-вайшнавизмом — религиозной традицией, которой следуют её участники. Shelter считаются создателями кришнакора — нового музыкального поджанра хардкор-панка.

## История
В 1985 году Рэй Каппо, в сотрудничестве с гитаристом Джоном Порселли, основал хардкор-панк-группу Youth of Today. Группа записала два мини-альбома и два альбома, которые стали одними из наиболее влиятельных хардкор-панк записей своего времени. В 1987 году Каппо основал инди-лейбл Revelation Records.
В конце 1980-х годов, Каппо, в ходе изучения различных религиозных течений, разделявших его вегетарианские и Straight edge идеи, заинтересовался гаудия-вайшнавизмом и вошёл в контакт с Международным обществом сознания Кришны. Вскоре он стал кришнаитом и пропагандистом идеологии, изложенной в «Бхагавад-гите». Каппо решил записать альбом, в котором бы нашли своё отражение его новые верования. Новый альбом заметно отличался по стилю от других записей Youth of Today, Каппо решил выпустить его от имени новой группы — Shelter. С целью издания и продюсирования кришанитских альбомов, Каппо основал инди-лейбл Equal Vision Records. Популярность Shelter привела к формированию нового музыкального поджанра «кришнакор», «духовными праотцами» которого были такие группы, как Cro-Mags и Fed Up!, а основными пропагандистами, кроме Shelter — 108 и Refuse to Fall.

## Дискография
- No Compromise 7" (Equal Vision, 1990)
- Perfection of Desire (Revelation, 1990)
- In Defense Of Reality 7" (Equal Vision, 1991)
- Quest for Certainty (Equal Vision/De Milo Records, 1992)
- Attaining the Supreme (Equal Vision, 1993)
- Shelter Bhajan (Cassette) (Equal Vision, 1993)
- Standard Temple (Cassette) (Equal Vision)
- Mantra (Roadrunner, 1995)
- Beyond Planet Earth (Roadrunner, 1997)
- Quest for Certainty (CD Re-issue) (Revelation, 1998)
- Chanting & Meditations (Krishna Core, 1998)
- When 20 Summers Pass (Victory, 2000)
- The Purpose, The Passion (Supersoul, 2001)
- Eternal (Good Life Recordings, 2006)